# دارك سايد
دارك سايد صنع بواسطة شركة (دي سي كومكس)، الشخصية ظهرت أولاً في فيلم (سوبرمان) (جيمي أولسن) #134 (نوفمبر 1970) وتأليفها بواسطة (جاك كيربي). قبل الظهور لأول مرة رسميًا في الناس إلى الأبد #1 (فبراير 1971).
دارك سايد يعتبر من أقوى وأذكى شخصيات (اكوان دي سي المتعددة) وهو العدو اللدود (لفرقة العدالة).
دارك سايد هو الشخصية الشريرة الوحيدة التي ليس لديها أي نسخة من الأكوان المتعددة الأخرى.
بصفته الحاكم الاستبدادي والأمير السابق لكوكب الأرض Apokolips، فإن دارك سايد هو إله الشر العالي القوة والخطير للغاية. هدفه النهائي هو غزو الكون والقضاء على كل الإرادة الحرة والكائنات الحية.

## القصة
(دارك سايد) هو مزارع من كوكب غير معروف وتقول القصة أن آلهة هذا الكوكب قامت بقتل شعب الكوكب كله باستثناء (دارك سايد)ومخلوق آخر يسمى (HIGH Father) وبعدها يذهب إلى الآلهة ويهمس في آذانهم بان يواجهوا بعضهم البعض وبعد موتهم جميعا (دارك سايد) امتص قوتهم وأصبح مخلوق خارق ولكن الآلهة أهدت ال (HIGH FATER) كل ما تبقى من قوتهم إلى (HIGH FATER) وبعد ذلك أصبح (HIGH FATER) حكم كوكب يعرف باسم (NEW GENESIS) وهم آلهة والتي أصبحت ضد كوكب (دارك سايد) الجديد (APOKLIPS) ومنذ ذلك الوقت أصبح (HIGH FATER) عدو (دارك) اللدود إلى الأبد.
(دارك سايد) بعد دمار كوكبه يذهب إلى كوكب آخر وهو كوكب غير عادي يسمى (APOKOLIPS) وهو كوكب يعتبر مثل الجحيم تماما.بعدها أصبح (دارك سايد) حاكم الكوكب كله ولقبه هو (إله الشر) (GOD OF EVIL).

## القوة
في مرحلة من سلسلة (أكشن كوميكس) (جيمي أولسن) اكتسب قوة (NEW GODS) والتي أخذها من (NEW GENESIS) وهكذا جعلته قوي بشكل لا يصدق حتى أنه وصل إلى مستوى كوني لكن ومع كل تلك القوة لم يكن في مستوى قوة (دارك سايد) وبعدها (دارك سايد) هزمه وسحب قوته.
أثناء (ONE SHOT COSMIC ODYSSEY) توصل ألـ (HIGHFATHER) إلى تحالف مع (دارك سايد) لكن (سوبرمان) لم يعجبهم الأمر مما دفعه للهجوم لكن (دارك سايد) رد عليه بتلويحه من يده أسقطته بعيدًا.
عندما تأتي المسألة على القوة الخام فدارك سايد يملك كل ذلك لدرجة أنه يستطيع أن يشكل واقع بيده ويفتح بوابات بين الأبعاد بقوته الغاشمة.كما أنه هزم (أكلبسو) في مواجهة مباشرة وبسبب أن (أكلبسو) هو كيان كوني بمستوى قوة (سبكتر «الانتقام») ويعتمد (Eclipso) على تنافسه مع الكائنات الأخرى ولكن لم يكن في مستوى قوة (دارك سايد) لكي يتملك جسده.
عندما أعتقد أن (دارك سايد) مات في (FINALCRSIS) وأثناء سقوط جسده عبر الفراغ الضغط الذي شكله جسد (دارك سايد) جعله يسحب كل الوجود وكل الأكوان في عالم (دي سي المتعدد) معه إلى الهلاك.
يمتلك (دارك سايد) قوة كونية خارقة إلى أبعد الحدود وهذه هي 9 ما أبرز ما يتملك (دارك سايد) من قوة:
1. يطلق أشعة من عينيه وهي أسرع من سرعة (فلاش).
2. يطلق أشعة أخرى من عينيه وهي أشعة كونية تغير مكان وزمان المصاب بها.
3. توارد الخواطر.
4. التحكم بالعقول: استطاع أن يتحكم في ثلاثة بلايين شخص.
5. تحريك الأشياء عن بعد من خلال القوة العقلية.
6. قوى خارقة غير معقولة: أستطاع أن يهزم ملك آلهة أوليمبي آله البرق (زيوس) وان يمتص قوته كلها.
7. الجسيمات الجزيئية: دارك سايد لا يظهر جسده الحقيقي أبدا بل يظهر على شكل «أفتارات» أي نسخة منه لكن هو ليس لديه أي نسخة متوازية من كون آخر.
8. تحمل خارق.
9. التركيبة الجديدة الإلهية.

## السرعة
كثيرا ما نرى (دارك سايد) يستخدم سرعته لأن دائما ما تنتهي قتالاته قبل أن يستخدمها لكن في أحد قتالاته مع (سوبرمان«الرجل الفولاذي»)(دارك سايد)كان يتحرك بسرعة عالية حتى (سوبرمان)وفي أقوى مراحله لم يستطع أن يتبعها.
قبل (CRSIS)(دارك سايد)كان يتحرك بسرعة لدرجة انه كان خفي وحتى (سوبرمان) ذلك العصر والذي يعتبر الأقوى لم يكن يستطيع رؤيته.
هناك دلالة على سرعة (دارك سايد) وهو ردت فعله تصل إلى أبعد من (الميكرو ثانية) وهذه السرعة كبيرة جدا أثناء قتال بينه وبين (HIGH FATHER) انطلق الخصمان بسرعة لا يمكن تخليها كما صرح كاتب القصة وجهتهما كانت إلى جدار المصدر (the sourcs wall) والذي يقع في حدود عالم (دي سي المتعدد).

## التحمل
يملك جسم متين وحصين ضد أقوى هجمات الأسلحة حيث استطاع أن ينجوا من لكمة (ألن سكوت)والتي كانت قوتها بقوة الكون المتعدد ردت فعل (دارك سايد) كأن شيئا لم يكن.
(دارك سايد) استطاع النجاة من قنبلة صنعت خصيصا لتدمير الوجود وحتى مع تفجرها على جسده لم تؤثر فيه على الإطلاق.أثناء قصة (هال جوردن «الفانوس الأخضر») ذهب لكي يقضي على (دارك سايد) وذلك بما انه امتلك قوة (سبكتر) هاجم (هال جوردن) (دارك سايد) بأقوى الضربات ولكن (دارك سايد) عاد وتجدد من الضربات بالأخير وضح (Metron) أن (دارك سايد) شر مطلق ووجوده أساسي للحفاظ على توازن الكون.

### المهارات
بالنسبة لمهارات (دارك سايد) فهو يمتلك العديد من المهارات بصفته من أذكى الشخصيات في عالم (دي سي المتعدد) حتى انه صرح بمشاركته بصنع (Eclipso) والتي للعلم هو من صنع إله عالم (دي سي المتعدد) (THE PRSENCE). كذلك صنع سلاح (SNKRLTE) الذي أدت إلى دمار كون (دي سي المتعدد) على بعضه.
رغم أن البعض يقول أن سلاح (ANTI LIVEE QUATION) أنها من أعظم أختراعات (دارك سايد) لكن العكس فيها لاشى مقارنة مع (SOILFIER) وهي مادة صنعها (دارك سايد) فجعلته يحمل كل قوة (أكوان دي سي المتعددة) في يديه ويتفوق على (THE SOURCE) في الحكمة والقوة وللعلم ألـ (THE SOURCE) هو أحد تجسيدات إله عالم دي سي المتعدد (THE PRSENCE) لكن بستخدامه للا (SOIL FIER) جعل من (THE SOURCE) شخصية ضعيفة وبدون أي قوة (سوبرمان)شاهد تلك المعركة وصرح أن المواجهة بين (دارك سايد) و (THE SOURCE) بعيدة جدا عن مستواه والآن (سوبرمان) يشعر بما شعر به (السهم الأخضر) طوال كل تلك السنوات عندما كان بين (فرقة العدالة) مع كل الأبطال الخارقين.
(دارك سايد) من الكائنات القوية جدا حيث انه المخلوق الوحيد الذي ليس لديه أي نسخة في عالم (دي سي المتعدد) على عكس باقي المخلوقات ولهذا يتميز بأنه يمتلك مهارات عديدة منها انه قادر على اختراق الواقع وأيضا اختراق الزمان والمكان وهو أيضا عبقري في التكنولوجيا حيث يعتبر من أذكى الشخصيات في كامل عالم (دي سي المتعدد) حيث تمكن من صنع آلة تمكنه من الدخول إلى جدار المصدر بدون أن يسحبه جدار المصدر أو أن يقوم بحبسه.